# 史蒂夫·克拉姆
史蒂夫·克拉姆（英語：Steve Cram，1960年10月14日—），英国男子田径运动员。他曾代表英国参加1980年、1984年和1988年夏季奥林匹克运动会田径比赛，其中1984年奥运会获得一枚银牌。